# Stenvad
Stenvad is een plaats in de Deense regio Midden-Jutland, gemeente Norddjurs, en telt 292 inwoners (2007).